# Принцип на Франк-Кондон
Принципът на Франк–Кондон е правило в спектроскопията и квантовата химия, което се отнася до интензитета на електронно-вибрационни преходи. Електронно-вибрационните преходи са едновременни промени в електронните и вибрационните нива на енергията на молекулите при поглъщани или излъчване на фотон със съответната енергия. Принципът гласи, че по време на електронния преход, преминаването от един на вибрационните нива към друг ще бъде по-вероятно да се случи, ако две вибрационни вълнови функции се припокриват значително.
|  | Тази страница частично или изцяло представлява превод на страницата Franck–Condon principle в Уикипедия на английски. Оригиналният текст, както и този превод, са защитени от Лиценза „Криейтив Комънс – Признание – Споделяне на споделеното“, а за съдържание, създадено преди юни 2009 година – от Лиценза за свободна документация на ГНУ. Прегледайте историята на редакциите на оригиналната страница, както и на преводната страница, за да видите списъка на съавторите. ВАЖНО: Този шаблон се отнася единствено до авторските права върху съдържанието на статията. Добавянето му не отменя изискването да се посочват конкретни източници на твърденията, които да бъдат благонадеждни. |